# Стюарт Дейвис
Стюарт Дейвис (на английски: Stuart Davis; р. 11 януари 1971 г. в Де Мойн, щата Айова, САЩ) е съвременен американски музикант, автор на песните си. Музиката му съдържа елементи от рок, фолк рок, пънк, поп, хайку и прогресив рок. Сам определя стила на музиката си като "Пред-апокалиптичен фолк пънк рок" или "Дхарма поп". Работи като музикант изпълнител в Америка и Европа от 1993 г. До днес Дейвис има продадени над 40 хиляди албума по цял свят.
Дейвис също е член на филиала по изкуствата в Интегралния институт на Кен Уилбър, където е по-активен през последните години, като полага усилията си в мултимедията, където изявява комедийните способности и страстта си към източната и западната философия и духовни учения.